# إيس روسيفسكي
إيس روسيفسكي (مواليد 30 نوفمبر 1956) هو ملاكم مقدوني، مثّل بلاده في الألعاب الأولمبية الصيفية في دورتي 1976 و1980.

## روابط خارجية
إيس روسيفسكي على موقع بوكس ريك (الإنجليزية) (registration required)
- إيس روسيفسكي على موقع أوليمبيديا (الإنجليزية)